# Герберт Вагнер (підводник)
Герберт Вагнер (нім. Herbert Wagner; 10 січня 1917, Рюстрінген — 26 квітня 1997) — німецький офіцер-підводник, капітан-лейтенант крігсмаріне.

## Біографія
3 квітня 1937 року вступив на флот. З квітня 1940 року служив на плавучій базі торпедних катерів «Адольф Людеріц», з 9 серпня 1940 по 15 березня 1942 року — на торпедному катері S54 з 3-ї флотилії торпедних катерів. З квітня 1942 року — вахтовий офіцер на легкому крейсері «Емден». З травня 1942 року — торпедний офіцер на легкому крейсері «Кельн». З 1 березня по вересень 1943 року пройшов курс підводника, з 16 вересня по 15 жовтня — курс командира підводного човна. З 8 грудня 1943 по квітень 1944 року — командир підводного човна U-1166. 25 квітня 1944 року переданий в розпорядження 2-ї навчальної дивізії підводних човнів, в листопаді 1944 року — в розпорядження командування K-Verbände, проте не отримав призначень. 8 травня 1945 року взятий в полон британськими військами.

## Звання
- Кандидат в офіцери (3 квітня 1937)
- Морський кадет (21 вересня 1937)
- Фенріх-цур-зее (1 травня 1938)
- Оберфенріх-цур-зее (1 липня 1939)
- Лейтенант-цур-зее (1 серпня 1939)
- Оберлейтенант-цур-зее (1 вересня 1941)
- Капітан-лейтенант (1 липня 1944)

## Нагороди
- Залізний хрест 2-го і 1-го класу (1940)
- Нагрудний знак торпедних катерів (1941)